# Sør-Trøndelag
Sør-Trøndelag  is een voormalige provincie in Noorwegen met een oppervlakte van 18.832 km². De hoofdstad was Trondheim.
De provincie heeft 266.323 inwoners (2002), wat 5,8 % van de totale Noorse bevolking bedraagt. Meer dan de helft van de inwoners woont in Trondheim.
De landinwaarts gelegen delen van de provincies zoals Røros en Oppdal kennen koude winters met regelmatige sneeuwval, terwijl de nabij de kust gelegen delen zoals Frøya en Ørland een milder, maritiem klimaat kennen.
Sør-Trøndelag is per 1 januari 2018 gefuseerd met de voormalige provincie Nord-Trøndelag tot Trøndelag. Voor de verkiezingen van het Noorse parlement blijft de oude provincie nog wel bestaan als kiesdistrict.

## Gemeenten in Sør-Trøndelag
Sor-Trøndelag is verdeeld in 25 gemeenten:
| 1. Åfjord 2. Agdenes 3. Bjugn 4. Frøya 5. Hemne 6. Hitra 7. Holtålen 8. Klæbu 9. Malvik 10. Meldal 11. Melhus 12. Midtre Gauldal 13. Oppdal | 1. Orkdal 2. Ørland 3. Osen 4. Rennebu 5. Rissa 6. Roan 7. Røros 8. Selbu 9. Skaun 10. Snillfjord 11. Trondheim 12. Tydal |

## Natuur
- Nationaal park Forollhogna
- Nationaal park Dovrefjell-Sunndalsfjella
- Nationaal park Skarvan og Roltdalen
- Nationaal park Femundsmarka